# Robert Foxworth
Robert Heath Foxworth (* 1. November 1941 in Houston, Texas) ist ein US-amerikanischer Schauspieler und Synchronsprecher.

## Karriere
Bereits in den 1970er Jahren wirkte Robert Foxworth als Haupt- und Nebendarsteller in diversen Kinoproduktionen mit, darunter in Verschollen im Bermuda-Dreieck, Damien – Omen II und Prophezeiung. Einem breiten Publikum wurde er durch seine Rolle als Chase Gioberti in der Fernsehserie Falcon Crest (1981–1987) bekannt. Bei zwölf Episoden führte er zudem auch die Regie.
Später spielte Foxworth unter anderem in den TV-Serien Babylon 5 und Star Trek: Deep Space Nine mit. Zwischen 2001 und 2003 übernahm er die Rolle des Dr. Bernard Chenowith in den ersten drei Staffeln der Fernsehserie Six Feet Under – Gestorben wird immer. 2005 war der Schauspieler in dem Politthriller Syriana zu sehen. In den englischsprachigen Originalversionen der Spielfilmreihe Transformers lieh er zudem stets dem Autobot Ratchet seine Stimme.

## Privat
Foxworth war ab 1973 der langjährige Lebenspartner der Schauspielerin Elizabeth Montgomery, die er bei den Dreharbeiten zu Mrs. Sundance kennenlernte und mit der er von 1993 bis zu ihrem Tod im Jahre 1995 in zweiter Ehe verheiratet war. Mit seiner ersten Ehefrau Marilyn McCormick hat er zwei Kinder. Seit 1998 ist er mit Stacey Thomas verheiratet.

## Filmografie (Auswahl)
- 1971: Hogan’s Goat
- 1973: Frankenstein (als Victor Frankenstein)
- 1974: Mrs. Sundance
- 1974: Ein Computer wird gejagt (The Questor Tapes), auch Ein Android wird gejagt
- 1976: Invisible Strangler
- 1976: Der Goldschatz von Matecumbe
- 1977: It Happened at Lakewood Manor
- 1977: Verschollen im Bermuda-Dreieck (Airport ’77)
- 1977: Ameisen – Die Rache der schwarzen Königin (Ants)
- 1978: Wolfsmond (Death Moon)
- 1978: Damien – Omen II
- 1979: Prophezeiung (Prophecy)
- 1980: Nieten unter sich (The Black Marble)
- 1980: The Memory of Eva Ryker
- 1981: Peter and Paul
- 1988: Double Standard
- 1989: Moon Trek
- 1990: Afrika läßt grüßen (Face to Face)
- 1992: Angst ohne Ende (With Murder in Mind)
- 2005: Syriana
- 2006: The Quest – Das Geheimnis der Königskammer (The Librarian: Return to King Solomon's Mines)
- 2007: Transformers (Stimme)
- 2007: Kiss the Bride
- 2009: Transformers – Die Rache (Transformers: Revenge of the Fallen, Stimme)
- 2011: Transformers 3 (Transformers: Dark of the Moon, Stimme)
- 2014: Transformers: Ära des Untergangs (Transformers: Age of Extinction, Stimme)

## Fernsehserien (Auswahl)
- 1972: Die Straßen von San Francisco (The Streets of San Francisco, eine Episode)
- 1974: Barnaby Jones (eine Episode)
- 1981–1987: Falcon Crest (155 Episoden)
- 1988: Cagney & Lacey (2 Episoden)
- 1989: Columbo: Tödliche Kriegsspiele (Grand Deceptions)
- 1992: 2000 Malibu Road (eine Episode)
- 1994: seaQuest DSV (eine Episode)
- 1994: Babylon 5 (zwei Episoden)
- 1995: Mord ist ihr Hobby (Murder, She Wrote, eine Episode)
- 1995: Picket Fences – Tatort Gartenzaun (Picket Fences, eine Episode)
- 1996: Star Trek: Deep Space Nine (zwei Episoden)
- 1996: Outer Limits – Die unbekannte Dimension (The Outer Limits, eine Episode)
- 1997: Law & Order (Staffel 7, Episode 21)
- 2000: Gilmore Girls (Gilmore Girls, eine Episode)
- 2001: Six Feet Under – Gestorben wird immer (Six Feet Under, sechs Episoden)
- 2002: Für alle Fälle Amy (Judging Amy, eine Episode)
- 2003: Stargate – Kommando SG-1 (Stargate SG-1, eine Episode)
- 2004: Star Trek: Enterprise (drei Episoden)
- 2005: The West Wing – Im Zentrum der Macht (The West Wing, eine Episode)
- 2006: Bones – Die Knochenjägerin (Bones, Episode 1x18 Der Mann mit dem Knochen)
- 2006: Boston Legal (Gastauftritt)
- 2007: Kidnapped – 13 Tage Hoffnung (Kidnapped, zwei Episoden)
- 2007: Reaper – Ein teuflischer Job (Reaper, eine Episode)
- 2011: Chaos (eine Episode)